# Nombre premier de Chen
En mathématiques, un nombre premier de Chen est un nombre premier p tel que p + 2 est premier ou semi-premier (c'est-à-dire produit de deux nombres premiers).
En 1966, Chen Jingrun a démontré qu'il existe une infinité de tels p.

## Liste de nombres premiers de Chen
Les premiers nombres premiers de Chen sont :
2, 3, 5, 7, 11, 13, 17, 19, 23, 29, 31, 37, 41, 47, 53, 59, 67, 71, 83, 89, 101, etc. (voir suite A109611 de l'OEIS).
Les premiers nombres premiers de Chen qui ne sont pas le plus petit d'une paire de nombres premiers jumeaux sont :
2, 7, 13, 19, 23, 31, 37, 47, 53, 67, 83, 89, 109, 113, 127, etc. (voir suite A063637 de l'OEIS).
Les premiers nombres premiers qui ne sont pas de Chen sont :
43, 61, 73, 79, 97, 103, 151, 163, 173, 193, 223, 229, 241, etc. (voir suite A102540 de l'OEIS).

## Propriétés des nombres premiers de Chen
Tout nombre premier super-singulier est un nombre premier de Chen. 
Rudolf Ondrejka a découvert le carré magique 3 × 3 suivant, avec neuf nombres premiers de Chen : 
Le plus petit membre d’un couple de nombres premiers jumeaux est toujours un nombre premier de Chen. En décembre 2011, le plus grand couple de nombres premiers jumeaux connu est 3 756 801 695 685 × 2666 669 ± 1, de 200 700 chiffres. En date de ce record, le plus grand nombre premier de Chen non jumeau connu reste celui découvert en octobre 2005 par Micha Fleuren et l'e-groupe PremierForm : (1 284 991 359×298 305 + 1)×(96 060 285×2135 170 + 1) – 2, avec 70 301 chiffres.
Terence Tao et Ben Green ont prouvé en 2005 qu’il y a une infinité de progressions arithmétiques à 3 termes de nombres premiers de Chen.